# Sovrapposizione zero-differenziale
La sovrapposizione zero-differenziale è un'approssimazione che ignora alcuni integrali, solitamente quelli legati alla repulsione tra due elettroni, utilizzata nei calcoli semiempirici di chimica quantistica.
Se gli orbitali molecolari {\displaystyle \mathbf {\Phi } _{i}\ } sono espansi in termini di N funzioni base, {\displaystyle \mathbf {\phi } _{\mu }^{A}\ }, come
{\displaystyle \mathbf {\Phi } _{i}\ =\sum _{\mu =1}^{N}\mathbf {C} _{i\mu }\ \mathbf {\phi } _{\mu }^{A}\ }
dove A è l'atomo a cui si riferisce la funzione base e {\displaystyle \mathbf {C} _{i\mu }\ } sono i coefficienti.
Gli integrali di repulsione tra due elettroni sono definiti da
{\displaystyle <\mu \nu |\lambda \sigma >=\iint \mathbf {\phi } _{\mu }^{A}(1)\mathbf {\phi } _{\nu }^{B}(1){\frac {1}{r_{12}}}\mathbf {\phi } _{\lambda }^{C}(2)\mathbf {\phi } _{\sigma }^{D}(2)d\tau \,d\tau \ }
L'approssimazione della sovrapposizione zero-differenziale ignora gli integrali che contengono il prodotto {\displaystyle \mathbf {\phi } _{\mu }^{A}(1)\mathbf {\phi } _{\nu }^{B}(1)}, dove {\displaystyle \mu } è diverso da {\displaystyle \nu }. Questo conduce all'uguaglianza
{\displaystyle <\mu \ \nu |\lambda \ \sigma >=\delta _{\mu \nu }\delta _{\lambda \sigma }<\mu \mu |\lambda \lambda >}
dove {\displaystyle \delta _{\mu \nu }={\begin{cases}0&\mu \neq \nu \\1&\mu =\nu \ \end{cases}}}
In tale modo il numero complessivo di integrali viene ridotto a N(N+1)/2 (approssimativamente N2/2) da [N(N+1)/2][N(N+1)/2 + 1]/2 (approssimativamente N4/8), caratteristici dei metodi ab initio Hartree-Fock e post Hartree-Fock.
Metodi quali il Pariser-Parr-Pople e il CNDO/2 utilizzano l'approssimazione della sovrapposizione zero-differenziale in modo completo. Altri metodi, come INDO e successivi derivati, sono basati su un utilizzo intermedio della sovrapposizione differenziale mentre altri ancora trascurano la sovrapposizione differenziale tra due atomi (diatomica).